# 内田信也
内田 信也（うちだ のぶや、本名：のぶなり、1880年（明治13年）12月6日 - 1971年（昭和46年）1月7日）は、日本の実業家、政治家、柔道家。鉄道大臣（第12代）、農商大臣（第2代）、農林大臣（第18代）、宮城県知事（官選第32代）、衆議院議員（9期）。山下亀三郎、勝田銀次郎と並ぶ三大船成金の一人。船舶事業で財を成した後、政界にも進出した。
実業家の窪田四郎は実兄。茨城県士族・内田寛の五男。文芸評論家の村上一郎や、大蔵事務次官や神戸銀行頭取を歴任した石野信一は甥。

## 来歴・人物
旧常陸麻生藩士の家に生まれる。
正則中学、麻布中学校を経て、東京高等商業学校（後の一橋大学）卒業。1905年（明治38年）に三井物産へ入社し、社船「愛宕山丸」の事務長などを務めるなど洋上勤務も経験。傭船主任にまで昇進した。
1914年（大正3年）に三井物産を退職、退職金と兄からの借金を元手に神戸で船舶仲介業社「内田信也事務所」を開業、同年12月に内田汽船を設立した。
1917年（大正6年）には横浜市山下町の横浜機械鉄工所を買収、1918年（大正7年）に内田造船所に社名変更した。第一次世界大戦の影響で造船需要が急激に高まっていたため、短期間で株式配当60割の億万長者となり、山下汽船の山下亀三郎、勝田汽船の勝田銀次郎とともに船成金として実業界にその名を轟かせた。同年12月、東京高商奨学金として4万5000円寄付により1919年（大正8年）11月11日、紺綬褒章下賜。政界とのつながりもこの頃に出来たもので、このルートから不況の予兆をつかんだ内田は、1920年（大正9年）にて自社船を一括売却、内田造船所を大阪鉄工所（後の日立造船）に無償譲渡するなど、事業の大部分を売り抜けることで財産を現金化、戦後不況における没落を免れる。
如水会理事なども務め、1924年（大正13年）、政友会公認で第15回総選挙で当選して代議士となる。岡田啓介海軍大臣のもとで海軍政務次官となり岡田と親交を結び、犬養内閣では逓信政務次官として船舶改善助成施設の成立に活躍、岡田内閣で鉄道大臣をつとめた。しかし政友会総裁鈴木喜三郎の反対を押し切って入閣したため高橋是清、床次竹二郎、山崎達之輔とともに政友会から除名された。のちに政友会から除名された議員や彼らに従って離党した議員らとともに昭和会を結成する。
1918年（大正7年）12月から1921年（大正10年）6月にかけて兵庫県武庫郡須磨町救済費、東京商工奨励館建設費、東京商高学術研究基金並びに留学生補助奨学資金として6万2000円及び関東大震災救援のため毛布500枚寄付により1927年（昭和2年）4月19日、紺綬褒章下賜（飾版）。1920年（大正9年）7月、明治神宮奉賛会へ1万円寄付により1928年（昭和3年）8月16日、紺綬褒章下賜（飾版）。
二・二六事件の直後には内大臣府秘書官長木戸幸一に「株価が下がってしまうからはやく新しい内閣を作ってほしい」と頼み、木戸はこの非常時に株とは商人は言うことが違うと驚いたという。この時期に岡田の他に近衛文麿や宇垣一成らとも深いつながりを持つようになった。

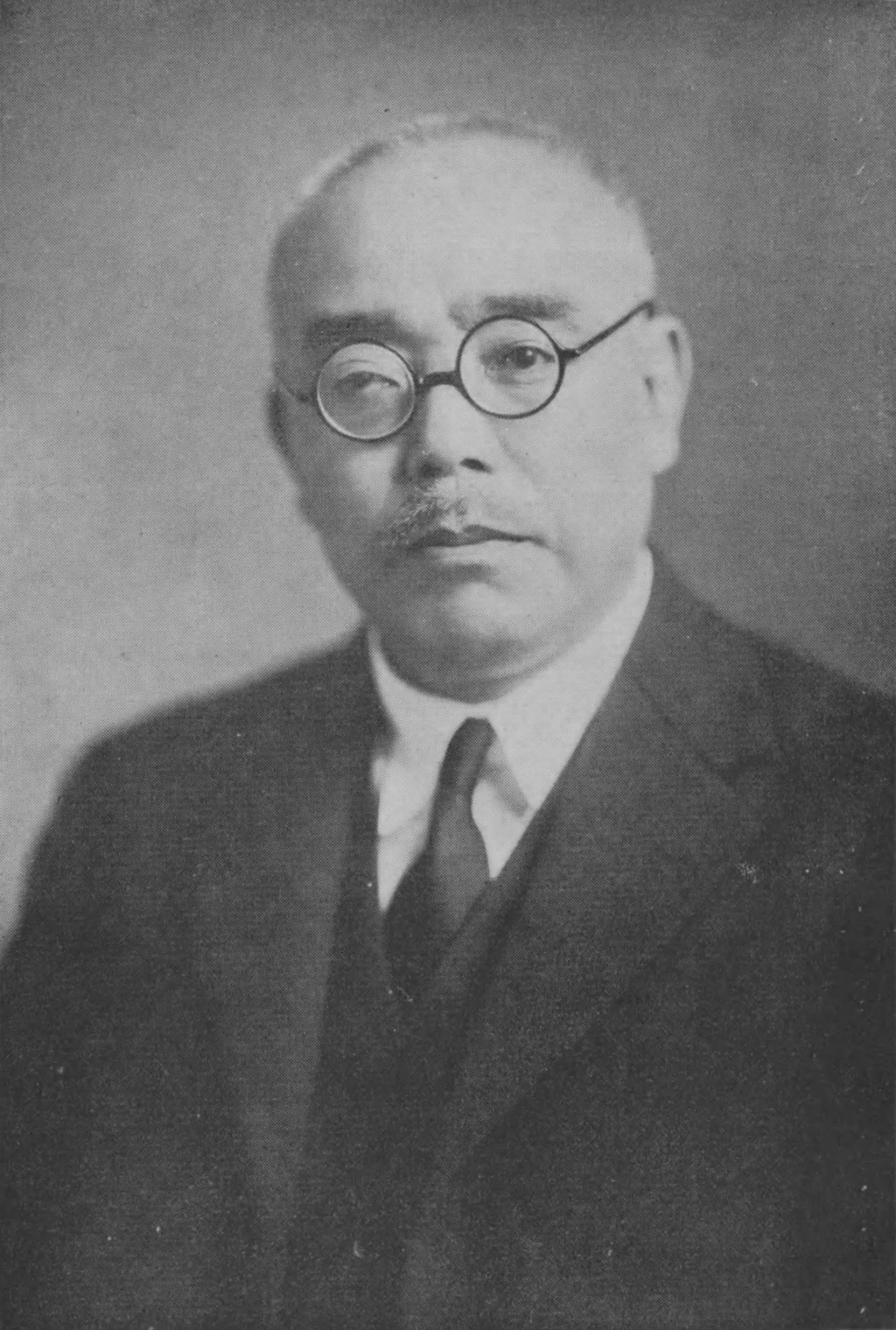
1935年（昭和10年）

昭和会の解散後、内田は昭和会に所属していた他の議員と国民同盟に所属する議員らとともに院内会派の第一議員倶楽部に所属した。1939年（昭和14年）に政友会が分裂すると、旧昭和会所属議員のうち政友会出身者の大半は中島知久平が総裁となった親軍的な政友会革新同盟（革新派、中島派とも）に合流したが、内田はこれには同調せず、同じく政友会から昭和会結成に参加した守屋栄夫とともに第一議員倶楽部に残留した。
その後宮城県の官選知事を務めたのち、1944年（昭和19年）2月19日に東條内閣の農商大臣として入閣。その後、同年11月1日、貴族院勅選議員に勅任される（1946年3月13日辞任）。東條内閣の閣僚ではあったが、戦中はむしろ近衛文麿グループの一員として吉田茂ら早期終戦派と会合を行った。早期終戦のため宇垣一成の首相担ぎ出しも試みるが、宇垣は近衛に不信感を持っていたため失敗した。
戦後は公職追放、それは解除された後の1952年（昭和27年）に再び衆議院議員になる。第5次吉田内閣では農林大臣をつとめ、明治海運取締役会長などを歴任し海運界に重きをなした。1971年（昭和46年）1月7日死去、90歳。死没日をもって勲一等旭日大綬章追贈。墓所は青山霊園（1イ-10-5）。

## 逸話
- 東海道本線垂井駅東側の相川橋梁で列車の転覆事故[12][13]に遭った際に「おれは神戸の内田だ。金はいくらでも出す、助けてくれ。」と叫んだという話はいかにも成金らしいエピソードとして有名になった。内田本人は実際には「金はいくらでも出す」という部分は言っていないと回想している[14]。
内田自身の外に母親と実兄も事故に遭遇したが、実兄は即死、自身と母親は重傷を負っている。尚この事故での死者は内田の実兄のみだった。
- 1935年（昭和10年）、鉄相時代、特急列車にシャワー室をつけることを発案、実際に特急富士の車両を改造して営業を行ったが利用は低迷して約2ヶ月で打ち切られた[15]。
- 熱海市指定有形文化財の起雲閣を別邸として建設。
- 1917年（大正6年）、旧制水戸高等学校開校のために、100万円を寄付した。
- 宗教は禅宗[1]。
- 趣味は運動、柔道[1]。一橋大学では「柔道部の父」と呼ばれ、寝技を得意とした。自著によると講道館で行われた乱取で、内田さんは寝技が得意だけど絞技はすぐに解くことができる旨言ってきた三船久蔵に送襟絞を掛けてたら、程なく分けられた。しかし、そこで三船は落ちていた。三船は喝を入れられ、続けたところ水車のごとく三船に何本も投げられる[16]。送襟絞の変形手足絞を得意とした[17]。
- 須磨御殿と呼ばれる邸宅を建て、日本画家の木村武山が描いた杉戸絵で飾った。柔道の道場も邸内に建て順道館とし、1927年には東京商科大学柔道部の合宿も行われた[18]。阪神・淡路大震災で邸宅は被害を受けたが、彩色杉戸絵は損傷を免れ、後に茨城県に寄贈された[19]。

## 著書
- 『風雪五十年』実業之日本社、1951年